# Pozsár Gábor
Pozsár Gábor (Békéscsaba, 1981. március 29. –) magyar középpályás, jelenleg a Szeged 2011 játékosa.